# 18-ノルアビエタン
18-ノルアビエタン(18-Norabietane)は、過水素化フェナントレン誘導体に分類される有機化合物である。フィヒテル石として見られる。